# Albania en los Juegos Paralímpicos
Albania en los Juegos Paralímpicos está representada por el Comité Paralímpico Nacional Albanés.
Ha participado en una ocasión en los Juegos Paralímpicos de Verano, en Londres 2012. El país no ha obtenido ninguna medalla en las ediciones de verano.
En los Juegos Paralímpicos de Invierno Albania no ha participado en ninguna edición.

## Medallero

### Por edición
Juegos Paralímpicos de Verano
| Evento       | Oro | Plata | Bronce | Total |
| ------------ | --- | ----- | ------ | ----- |
| Londres 2012 | 0   | 0     | 0      | 0     |
| 2016 – 2024  | –   | –     | –      | –     |
| TOTAL        | 0   | 0     | 0      | 0     |